# 10e cérémonie des San Francisco Film Critics Circle Awards
La 10e cérémonie des San Francisco Film Critics Circle Awards, décernés par la San Francisco Film Critics Circle, a eu lieu le 11 décembre 2011, et a récompensé les films réalisés dans l'année.

## Palmarès
- Meilleur film :
  - The Tree of Life
- Meilleur réalisateur : 
  - Terrence Malick – The Tree of Life
- Meilleur acteur :
  - Gary Oldman pour le rôle de George Smiley dans La Taupe (Tinker, Tailor, Soldier, Spy)
- Meilleure actrice :
  - Tilda Swinton pour le rôle d'Eva Khatchadourian dans We Need to Talk about Kevin
- Meilleur acteur dans un second rôle :
  - Albert Brooks pour le rôle de Bernie Rose dans Drive
- Meilleure actrice dans un second rôle :
  - Vanessa Redgrave pour le rôle de Volumnia dans Coriolanus
- Meilleur scénario original :
  - Margin Call – J. C. Chandor
- Meilleur scénario adapté :
  - La Taupe (Tinker, Tailor, Soldier, Spy) – Bridget O'Connor et Peter Straughan
- Meilleure photographie :
  - The Tree of Life – Emmanuel Lubezki
- Meilleur film en langue étrangère :
  - Copie conforme •  France
- Meilleur film d'animation :
  - Rango
- Meilleur film documentaire :
  - Tabloid
- Marlon Riggs Award (for courage & vision in the Bay Area film community)
  - National Film Preservation Foundation
- Special Citation
  - Bruegel, le Moulin et la Croix (The Mill and the Cross)